# 前191年
| 千纪： | 前1千纪 |
| 世纪： | 前3世纪 \| 前2世纪 \| 前1世纪                                                                                         |
| 年代： | 前220年代 \| 前210年代 \| 前200年代 \| 前190年代 \| 前180年代 \| 前170年代 \| 前160年代                               |
| 年份： | 前196年 \| 前195年 \| 前194年 \| 前193年 \| 前192年 \| 前191年 \| 前190年 \| 前189年 \| 前188年 \| 前187年 \| 前186年 |
| 纪年： | 西汉汉惠帝四年 |

## 大事记
- 溫泉關之役（Battle of Thermopylae），羅馬共和國打敗塞琉西帝國。
- 孝惠四年春三月（前191年），呂后下令廢除挾書律，此法本為秦始皇焚書時制定之法，禁止民間藏有農業、蔔筮、醫藥之外的書籍。呂后下令廢止此律，亦下令鼓勵民間獻書朝廷，恢復舊典。